# Adratiklit boulahfa
Adratiklit boulahfa (ber. "lagarto de la montaña de Boulahfa") es la única especie conocida del género extinto Adratiklit de dinosaurio tireóforo estegosáurido, que vivió a mediados del período Jurásico, hace aproximadamente entre 168 a 166 millones de años, durante la época del Bathoniense, en lo que es hoy África.
Los dinosaurios eurípodos, en particular los estegosaurios, eran diversos y abundantes en Laurasia (los continentes septentrionales actuales) durante el Jurásico, pero sus restos son extremadamente raros en los depósitos fue Gondwana (las masas continentales del sur). Aun así, la existencia de restos fragmentarios y huellas en depósitos de Gondwana indican la presencia de taxones de eurípodos allí. Adratiklit es el primer taxón de eurípodos del África del Norte, así como el segundo estgosaurio más antiguo conocido (siendo un poco más reciente que Bashanosaurus), con la posible excepción de Isaberrysaura, Thyreosaurus, y "Ferganastegos", el cual podría ser tan antiguo como Adratiklit.

## Descripción
Aunque el holotipo de Adratiklit solo incluye una vértebra dorsal, se conocen algunos otros restos, incluido un hueso del brazo y vértebras adicionales. El húmero tiene una longitud de 61 centímetros. Se estima que la longitud corporal de Adratiklit alcanzaría a más de 7 metros.
Los autores de la descripción establecieron dos autapomorfias, o rasgos únicos derivados. En las vértebras dorsales, las prezigapófisis tienen una pequeña protuberancia triangular en su cima, detrás de la faceta articular frontal del cuerpo de la vértebra. En estas vértebras, las láminas  centroparapofisiales, las crestas entre el cuerpo de la vértebra y las parapófisis, las facetas de contacto para las cabezas inferiores de las costillas, finalizan en áreas rugosas que sobresalen del frente en ambos lados por la abertura frontal del canal neural. Estas características son únicas entre todos los miembros de los Stegosauria.

## Descubrimiento e investigación
El tipo y la única especie conocida es A. boulahfa. Sus restos fueron encontrados en el Grupo El Mers, probablemente en la Formación El Mers II, cerca de Boulahfa, al sur de Boulemane, Fès-Meknes, Marruecos. Los dinosaurios eurípodos, en particular los estegosaurianos, eran diversos y abundantes en Laurasia, hoy en día los continentes del norte, pero sus restos son extremadamente raros en los depósitos de Gondwana, que corresponde hoy en día a los continentes del sur. Sin embargo, la existencia de restos fragmentarios y huellas en los depósitos de Gondwana indica la presencia de taxones eurípodos allí. Adratiklit es el primer taxón eurípodo del norte de África y el estegosáurido definitivo más antiguo de cualquier parte del mundo.
La especie tipo Adratiklit boulahfa fue descrita por Susannah C. R. Maidment, Thomas J. Raven y Paul M. Barrett el 16 de agosto de 2019 en un artículo publicado en línea en la revista paleontológica Gondwana Research. El espécimen holotipo de Adratiklit boulahfa es una vértebra dorsal,  NHMUK PV R37366. Los especímenes referidos incluyen tres vértebras cervicales, NHMUK PV R37367 y NHMUK R37368. Este último espécimen consiste de una serie de dos huesos articulados, una vértebra dorsal, NHMUK PV R37365, y un húmero izquierdo, NHMUK PV R37007. Los especímenes fueron adquiridos en el Reino Unido por el Museo de Historia Natural a traficantes de fósiles. Estos representan a varios individuos, probablemente cinco. Si bien la segunda vértebra dorsal comparte rasgos con el holotipo, los otros fósiles fueron referidos meramente por el hecho de que el material es de estegosaurios. Un intento en 2018 para localizar el yacimiento no produjo ningún fósil relevante pero condujo a un mayor entendimiento de la geología de la zona.
El nombre genérico Adratiklit se deriva de "Adras", una palabra bereber para "montaña", y "tiklit", una palabra bereber para lagarto. El nombre específico, A. boulahfa, se refiere a Boulahfa, cerca de donde se encontró el espécimen.

## Clasificación

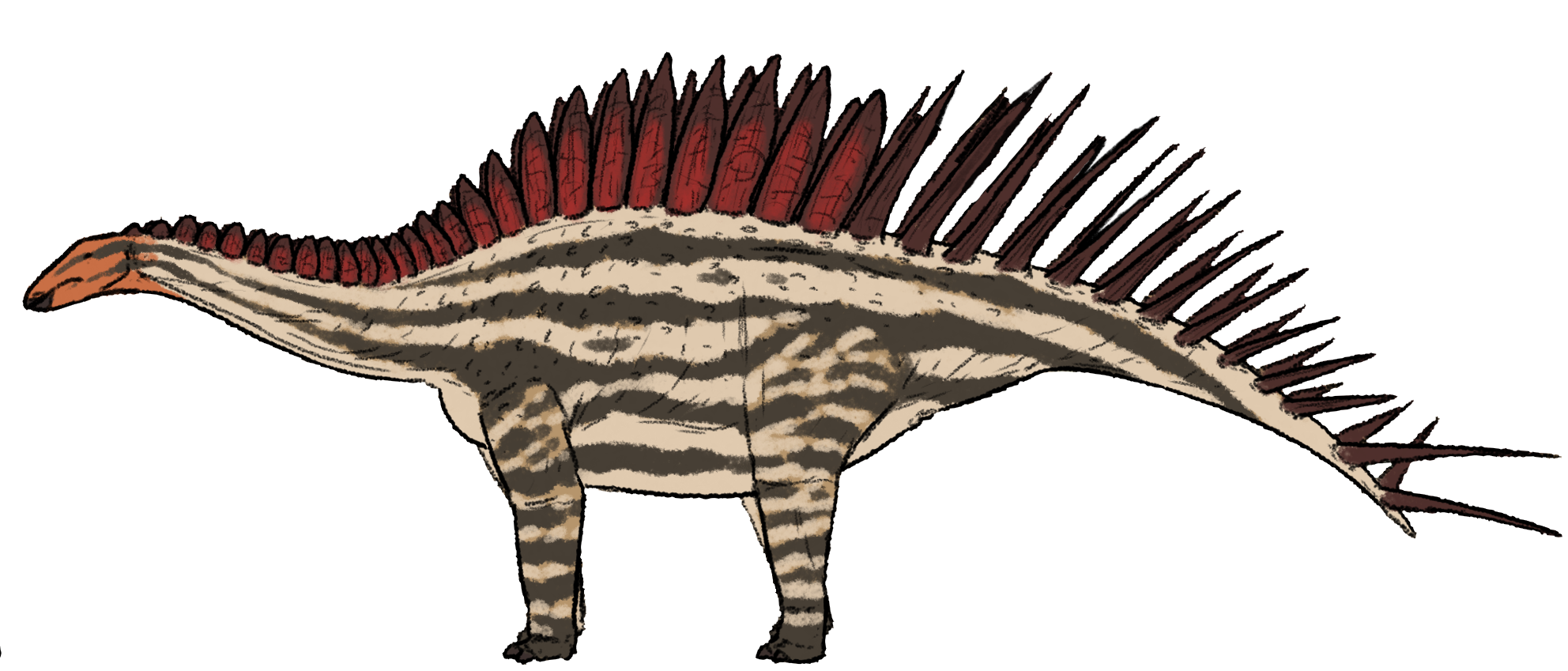
Reconstrucción especulativa

Adratiklit es un estegosáurido basal. Está más estrechamente relacionado con los estegosáuridos europeos Dacentrurus y Miragaia que con los taxones del sur de África Kentrosaurus y Paranthodon. Esto lo ubica en la subfamilia Dacentrurinae, que anteriormente se pensaba que estaba confinada solo al Jurásico Tardío de Europa.

### Filogenia
Cladograma siguiendo a los autores dde la descripación.

|  | Alcovasaurus    |
|  |                 |
|  | Paranthodon     |
|  |                 |
|  | Tuojiangosaurus |
|  |                 |

|  | Adratiklit                                               |
|  |                                                          |
|  | \| \| Dacentrurus \| \| \| \| \| \| Miragaia \| \| \| \| |
|  |                                                          |
|  | Dacentrurus                                              |
|  |                                                          |
|  | Miragaia                                                 |
|  |                                                          |

|  | Dacentrurus |
|  |             |
|  | Miragaia    |
|  |             |

|  | Jiangjunosaurus                                                |
|  |                                                                |
|  | Hesperosaurus                                                  |
|  |                                                                |
|  | \| \| Loricatosaurus \| \| \| \| \| \| Stegosaurus \| \| \| \| |
|  |                                                                |
|  | Loricatosaurus                                                 |
|  |                                                                |
|  | Stegosaurus                                                    |
|  |                                                                |

|  | Loricatosaurus |
|  |                |
|  | Stegosaurus    |
|  |                |

|  | Adratiklit                                               |
|  |                                                          |
|  | \| \| Dacentrurus \| \| \| \| \| \| Miragaia \| \| \| \| |
|  |                                                          |
|  | Dacentrurus                                              |
|  |                                                          |
|  | Miragaia                                                 |
|  |                                                          |

|  | Dacentrurus |
|  |             |
|  | Miragaia    |
|  |             |

|  | Jiangjunosaurus                                                |
|  |                                                                |
|  | Hesperosaurus                                                  |
|  |                                                                |
|  | \| \| Loricatosaurus \| \| \| \| \| \| Stegosaurus \| \| \| \| |
|  |                                                                |
|  | Loricatosaurus                                                 |
|  |                                                                |
|  | Stegosaurus                                                    |
|  |                                                                |

|  | Loricatosaurus |
|  |                |
|  | Stegosaurus    |
|  |                |

|  | Adratiklit                                               |
|  |                                                          |
|  | \| \| Dacentrurus \| \| \| \| \| \| Miragaia \| \| \| \| |
|  |                                                          |
|  | Dacentrurus                                              |
|  |                                                          |
|  | Miragaia                                                 |
|  |                                                          |

|  | Dacentrurus |
|  |             |
|  | Miragaia    |
|  |             |

|  | Jiangjunosaurus                                                |
|  |                                                                |
|  | Hesperosaurus                                                  |
|  |                                                                |
|  | \| \| Loricatosaurus \| \| \| \| \| \| Stegosaurus \| \| \| \| |
|  |                                                                |
|  | Loricatosaurus                                                 |
|  |                                                                |
|  | Stegosaurus                                                    |
|  |                                                                |

|  | Loricatosaurus |
|  |                |
|  | Stegosaurus    |
|  |                |

|  | Adratiklit                                               |
|  |                                                          |
|  | \| \| Dacentrurus \| \| \| \| \| \| Miragaia \| \| \| \| |
|  |                                                          |
|  | Dacentrurus                                              |
|  |                                                          |
|  | Miragaia                                                 |
|  |                                                          |

|  | Dacentrurus |
|  |             |
|  | Miragaia    |
|  |             |

|  | Jiangjunosaurus                                                |
|  |                                                                |
|  | Hesperosaurus                                                  |
|  |                                                                |
|  | \| \| Loricatosaurus \| \| \| \| \| \| Stegosaurus \| \| \| \| |
|  |                                                                |
|  | Loricatosaurus                                                 |
|  |                                                                |
|  | Stegosaurus                                                    |
|  |                                                                |

|  | Loricatosaurus |
|  |                |
|  | Stegosaurus    |
|  |                |

|  | Alcovasaurus    |
|  |                 |
|  | Paranthodon     |
|  |                 |
|  | Tuojiangosaurus |
|  |                 |

|  | Adratiklit                                               |
|  |                                                          |
|  | \| \| Dacentrurus \| \| \| \| \| \| Miragaia \| \| \| \| |
|  |                                                          |
|  | Dacentrurus                                              |
|  |                                                          |
|  | Miragaia                                                 |
|  |                                                          |

|  | Dacentrurus |
|  |             |
|  | Miragaia    |
|  |             |

|  | Jiangjunosaurus                                                |
|  |                                                                |
|  | Hesperosaurus                                                  |
|  |                                                                |
|  | \| \| Loricatosaurus \| \| \| \| \| \| Stegosaurus \| \| \| \| |
|  |                                                                |
|  | Loricatosaurus                                                 |
|  |                                                                |
|  | Stegosaurus                                                    |
|  |                                                                |

|  | Loricatosaurus |
|  |                |
|  | Stegosaurus    |
|  |                |

|  | Adratiklit                                               |
|  |                                                          |
|  | \| \| Dacentrurus \| \| \| \| \| \| Miragaia \| \| \| \| |
|  |                                                          |
|  | Dacentrurus                                              |
|  |                                                          |
|  | Miragaia                                                 |
|  |                                                          |

|  | Dacentrurus |
|  |             |
|  | Miragaia    |
|  |             |

|  | Jiangjunosaurus                                                |
|  |                                                                |
|  | Hesperosaurus                                                  |
|  |                                                                |
|  | \| \| Loricatosaurus \| \| \| \| \| \| Stegosaurus \| \| \| \| |
|  |                                                                |
|  | Loricatosaurus                                                 |
|  |                                                                |
|  | Stegosaurus                                                    |
|  |                                                                |

|  | Loricatosaurus |
|  |                |
|  | Stegosaurus    |
|  |                |

|  | Adratiklit                                               |
|  |                                                          |
|  | \| \| Dacentrurus \| \| \| \| \| \| Miragaia \| \| \| \| |
|  |                                                          |
|  | Dacentrurus                                              |
|  |                                                          |
|  | Miragaia                                                 |
|  |                                                          |

|  | Dacentrurus |
|  |             |
|  | Miragaia    |
|  |             |

|  | Jiangjunosaurus                                                |
|  |                                                                |
|  | Hesperosaurus                                                  |
|  |                                                                |
|  | \| \| Loricatosaurus \| \| \| \| \| \| Stegosaurus \| \| \| \| |
|  |                                                                |
|  | Loricatosaurus                                                 |
|  |                                                                |
|  | Stegosaurus                                                    |
|  |                                                                |

|  | Loricatosaurus |
|  |                |
|  | Stegosaurus    |
|  |                |

|  | Adratiklit                                               |
|  |                                                          |
|  | \| \| Dacentrurus \| \| \| \| \| \| Miragaia \| \| \| \| |
|  |                                                          |
|  | Dacentrurus                                              |
|  |                                                          |
|  | Miragaia                                                 |
|  |                                                          |

|  | Dacentrurus |
|  |             |
|  | Miragaia    |
|  |             |

|  | Jiangjunosaurus                                                |
|  |                                                                |
|  | Hesperosaurus                                                  |
|  |                                                                |
|  | \| \| Loricatosaurus \| \| \| \| \| \| Stegosaurus \| \| \| \| |
|  |                                                                |
|  | Loricatosaurus                                                 |
|  |                                                                |
|  | Stegosaurus                                                    |
|  |                                                                |

|  | Loricatosaurus |
|  |                |
|  | Stegosaurus    |
|  |                |